# Hohner
Cet article possède un paronyme, voir Horner.

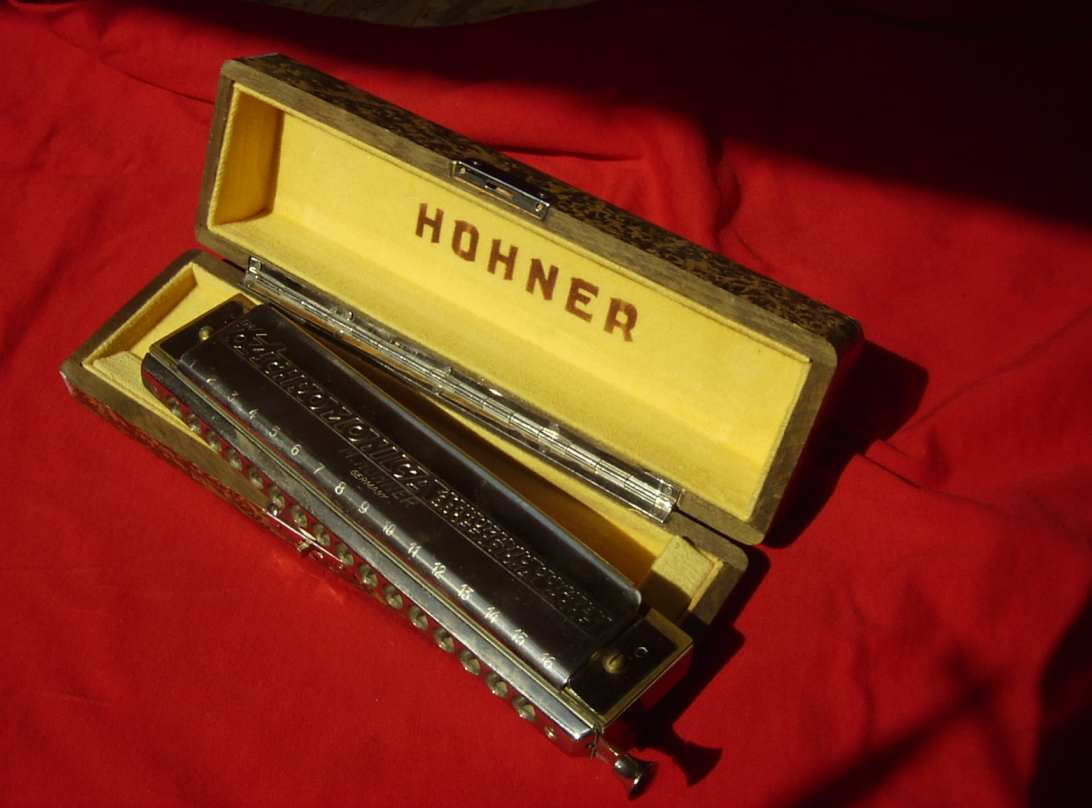
Hohner harmonica

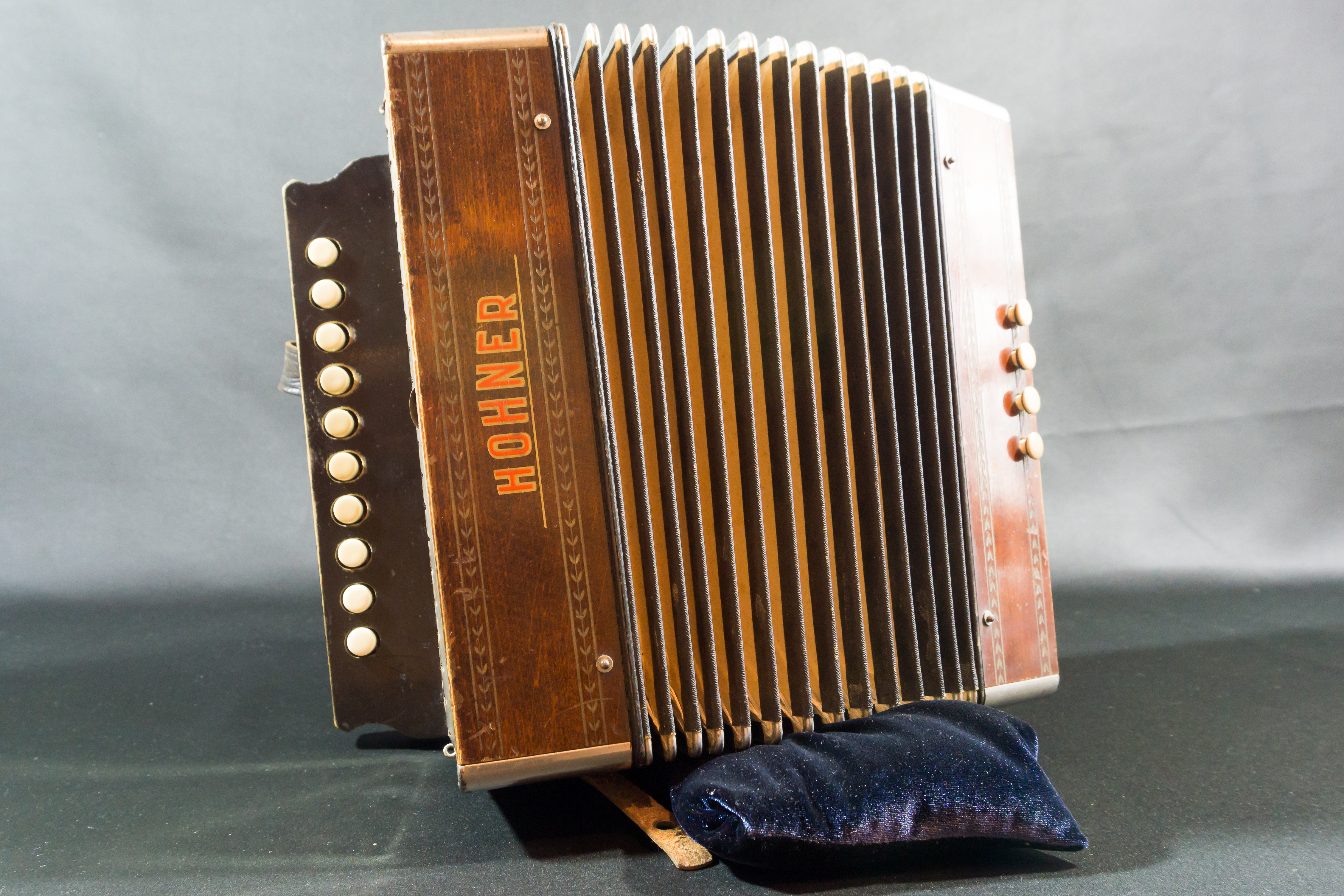
Accordéon Hohner

Hohner est une entreprise allemande de fabrication d'instruments de musique fondée en 1857 par Matthias Hohner (de). Elle est notamment connue pour ses harmonicas, qui étaient à l'origine les seuls instruments produits, ses mélodicas et ses accordéons.
Depuis, Hohner produit également des guitares, des flûtes, claviers ou encore des batteries.
Les harmonicas et les accordéons  sont fabriqués majoritairement par Hohner Asie. Le reste reste fabriqué à Trossingen, en Allemagne, où il existe un musée qui leur est consacré. Le groupe Hohner est également présent aux États-Unis avec Hohner Inc situé à Glen Allen en Virginie.

## Harmonicas

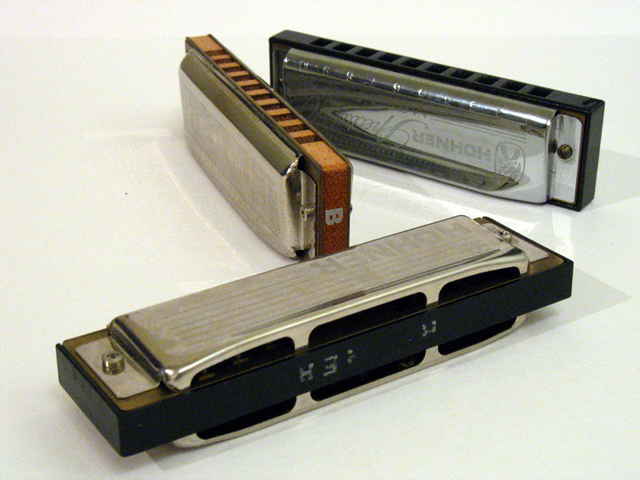
Harmonicas Hohner, Blues Harp et Special 20

Matthias Hohner ouvre son premier atelier de fabrication manuelle d'harmonicas en 1857 à Trossingen, en Souabe. Son entreprise prospère, s’agrandit, et en 1867 il rachète plusieurs de ses concurrents, puis investit dans des machines-outils pour augmenter la cadence de fabrication de ses harmonicas. En 1880, Hohner passe à une fabrication industrielle et exporte une grosse partie de ses harmonicas vers les États-Unis. En 1887, l'usine de Trossingen produit un million d'harmonicas dont 80% sont exportés. En 1896, sort le plus célèbre des harmonicas diatoniques jamais fabriqués: le Marine Band, qui va devenir l'instrument favoris des musiciens Afro-Américains à l'origine de la naissance du Blues.

La société Hohner produit de nombreux modèles d'harmonica diatonique comme chromatique.
Parmi les plus courants, citons :

### Le Marine Band
Introduit pour la première fois en 1896, ce diatonique 10 trous a été popularisé par de nombreux artistes aux styles musicaux variés, Bob Dylan, John Lennon, Bruce Springsteen ou encore Neil Young.
De fabrication allemande, il se décline en différents modèles, tous sur un schéma semblable au modèle original.
- Marine Band 1896/20 est le modèle le plus courant, avec son sommier en poirier d'une dizaine de cm, riveté. Il a peu varié depuis son introduction en 1896.
- Special 20 (#560), variante du Marine Band, introduit au milieu des années 1970.
- Marine Band Deluxe, déclinaison améliorée du modèle Marine Band. Sommier en poirier vissé, vernis. Son proche du Crossover.
- Marine Band Crossover, déclinaison améliorée du modèle Marine Band. Sommier en bambou. Son clair, puissant et brillant.
- Marine Band Thunderbird, octaves low et super-low, c'est-à-dire plus grave que le modèle standard. Sommier en bambou.
- Marine Band 364, modèle 12 trous, seulement en Do (C), Sol (G) et Ré (D).
- Marine Band 365, modèle 14 trous, seulement en Do et Sol.
- Marine Band Soloist (364s), semblable aux modèles chromatiques 12 trous, mais sans tirette. En Do seulement.
- Marine Band 365 Steve Baker Special (365/28 SBS), même construction que le 365 original, accordé low C, D, G et A.
- Marine Band Octave à deux rangées de lames accordées à l'octave. Disponible en Do et Sol.

### La gammeModular System(MS)
Cette gamme d'harmonicas modulables à pièces standard interchangeables a été lancée au milieu des années 1990, en réponse à la concurrence des modèles Harmonica System de la marque Lee Oskar.
- Blues Harp, est un modèle diatonique 10 trous, proche du Marine Band avec son sommier en poirier, créé au début des années 1970.

Depuis les années 1990, il est le modèle le plus courant de la gamme Modular System (MS).
- Pro Harp, caractérisé par ses capots métalliques noirs et son sommier en plastique qui enserrent des plaques musicales couleur laiton.
- Cross Harp, visuellement proche du modèle Pro Harp, hormis son sommier en bois et ses plaques musicales un peu plus épaisses. Sa production a été arrêtée en 2011.
- Big River Harp, présenté comme une alternative moins dispendieuse au Blues Harp, notamment à destination des débutants. Il lui est d'ailleurs très semblable, exception faite de son sommier, en plastique noir.
- Blue Midnight, caractérisé par son sommier en plastique bleu translucide, cet harmonica lancé en 2011 n'existe qu'en accordage de Do Chicago tuning.
- 225 — Deuce and a Quarter édition limitée (2007 — 2008), dans l'esprit des voitures de collection. Il s'orne d'ailleurs du logo de capot de ces véhicules.
- Meisterklasse, harmonica haut de gamme MS. Il se compose de plaques chromées et d'un sommier en nickel. Son capot embrasse la pleine largeur de l'instrument, caractéristique également propre au Golden Melody.

### Autres modèles diatoniques
- The Old Standby, harmonica fabriqué en Allemagne jusque dans les années 1990, sur un sommier en bois. Affectionné par les harmonicistes country comme Charlie McCoy, il sera par la suite fabriqué en Chine, et une baisse significative de qualité mettra à mal sa popularité.
- Golden Melody, harmonica à la ligne caractéristique conçu par Frank et Cham-Ber Huang. Il est le seul modèle Richter à disposer d'un accordage au tempérament égal, d'où une prédisposition pour le jazz et le jeu mélodique. Le Golden Melody 40 est sa variante trémolo.
- XB-40, (abréviation de Extreme bending — 40 reeds , en français altération extrême — 40 anches) est un harmonica conçu par Rick Epping, en vue de simplifier le jeu des altérations. Il donne ainsi accès à toute la gamme chromatique.
- The American Ace fut la prédilection des débutants pendant des décennies. Conçu à l'origine en Irlande sur un sommier en bois, il est aujourd'hui fabriqué en Chine, et en plastique.
- The Bandmaster
- Le Pocket Pal est un harmonica bon marché de fabrication chinoise, relativement boudé par les joueurs professionnels, mais jugé d'assez bonne qualité, comparativement à son faible coût. Il est légèrement plus court que ses homologues.
- Le Puck est un harmonica de taille très modeste (6.5 cm), ce qui ne l’empêche pas de posséder 10 trous jouables. Il se caractérise par un sommier en plastique noir et des capots clipsés. Il n'existe cependant qu'en Do (C). Il existe en version double. Ce modèle doré propose deux tonalités, Sol (G) et Do (C).
- Le 38C ou Mini Harp est le modèle Hohner le moins cher du marché. Il ne joue qu'une seule octave de Do.
- Little Lady. Ses 3,5 cm font de lui le plus petit harmonica jouable au monde. Ses 4 trous lui permettent de jouer sur une octave. Sommier en poirier. Comme le 38C, il est considéré comme un gadget plus que comme un véritable instrument. Il est d'ailleurs disponible en porte-clefs.

### Trémolos, octaves et doubles
Ces harmonicas comprennent deux rangées de trous.

#### Trémolos simples
- Golden Melody 40, variante trémolo du Golden Melody.
- Série Echo, série de trémolos simples, adaptés à la musique folklorique traditionnelle. Quelques modèles : Echo, Alpen-Echo, Alpenecho.
- Orchester Bravo 40 et Orchester Bravo 48, trémolos simples à la sonorité chaude, utilisés depuis les années 1930 dans les orchestres d'harmonica.
- Goliath, Rheingold, autres modèles de trémolo simple.
- Big Valley, Weekender 32, trémolos simples pour débutant, comprenant respectivement 48 et 32 trous, sommier plastique.

#### Accordés à l'octave
- Modèles Alsaciens, Unsere Lieblinge. Série d'harmonicas courbes accordés à l'octave, en 24, 28, 32, 40 ou 48 trous. Fabrication allemande
- Comet, harmonicas courbes en version 32 ou 40 trous. Sommier bois, capot doré.

#### Harmonicas doubles

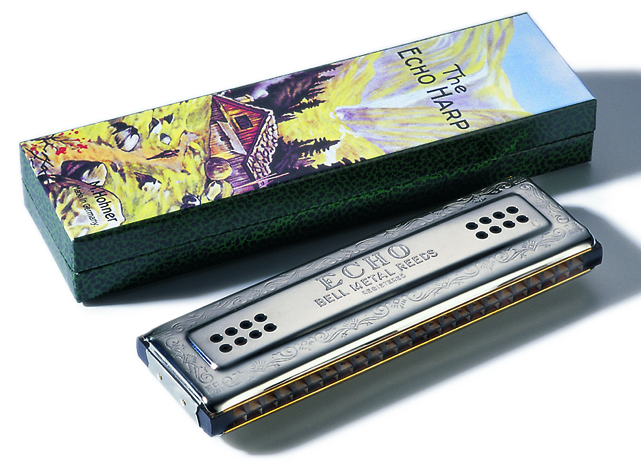
Modèle Echo Harp.

Ils se composent de deux harmonicas trémolos ou à l'octave réunis en un.
- Echo-Harp, version double du modèle Echo. Composé de deux harmonicas trémolos, il est privilégié par les musiciens traditionnels. Echo Elite.
- Highlander, variation « celtique » du modèle Echo-Harp, popularisé par le musicien écossais Donald Black. Son accordage spécial (La mixolydien / Ré majeur) lui permet de jouer dans le registre des cornemuses écossaises. Corps érable, laqué vert.
- Comet Wender, version double du Comet, Do et Sol.
- Tremolo Soloist

### Modèles spéciaux

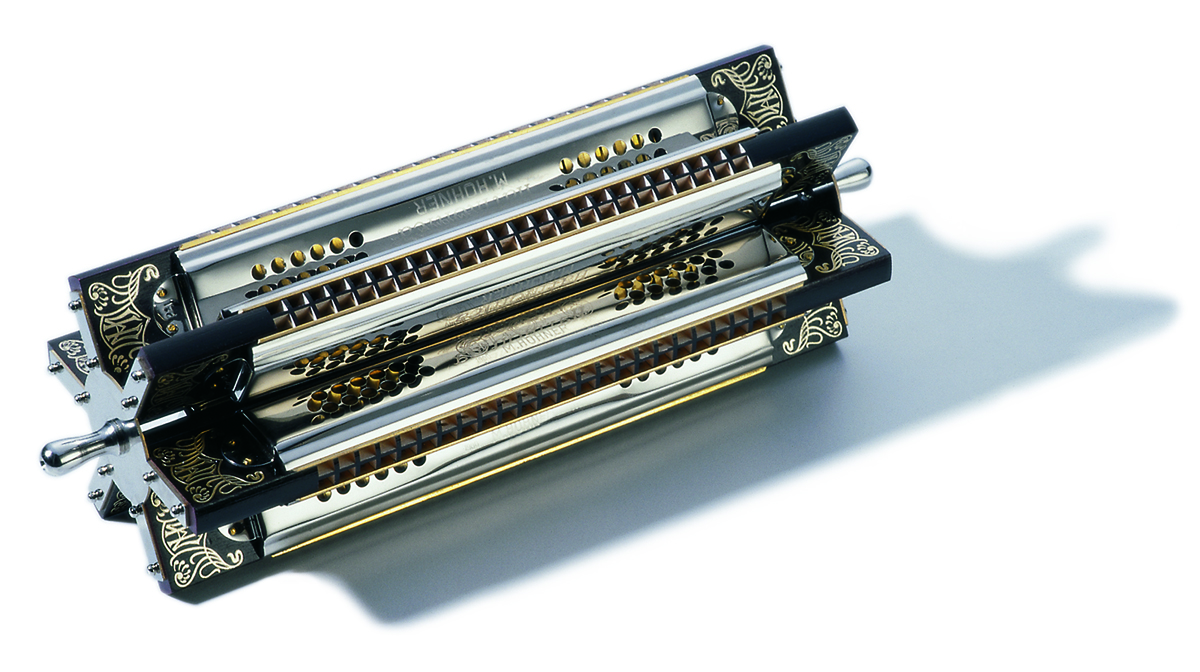
Modèle Sextet.

Hohner propose différents modèles spéciaux. Ils sont généralement des curiosités anecdotiques destinées aux amoureux du « bel objet ».
- Le Tremolo Sextet regroupe six harmonicas trémolo (Do, Ré, Fa, Sol, La et Si{\displaystyle \flat }) autour d'un axe rotatif.
- Echobell, singularité pour les amoureux du « bel objet », l'Echobell, avec son style années 1920, possède deux clochettes qui apportent une rythmique au jeu. Sommier en bois d'érable.
- Echophone, curiosité, ce trémolo possède un caisse de résonance.

Hohner distribue également des instruments sous le nom de grands harmonicistes :
- Larry Adler, chromatique 12 ou 16 trous.
- Toots Thielemans, chromatique.
- Steven Tyler, diatonique.
- Bob Dylan, diatonique.
- John Lennon « Imagine », diatonique, or et blanc, sommier transparent.
- JJ Milteau Deep Blues, diatonique.
- Bonny B. Crossover, diatonique en tonalité de Do uniquement.

### Chromatiques

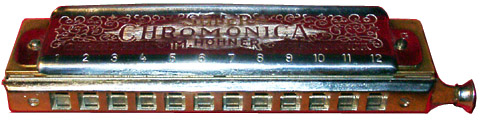
Chromonica.

- Super Chromonica 270
- Super Chromonica 270 Deluxe
- Super Chromonica Gold
- Educator 10
- Koch Chromatic et Slide Harp
- 64 Chromonica
- CX-12 et CX-12 Jazz